# Elettrotreno SEPSA ET.400
Gli elettrotreni ET.400 dell'EAV sono una serie di elettrotreni a due casse, a pianale ribassato, costruiti dalla Firema (tipo E 82) e utilizzati sulle linee Circumflegrea e Cumana.

## Storia
Nel 1989 la SEPSA, esercente le linee Circumflegrea e Cumana, ordinò alla Firema sei elettrotreni tipo E 82 per il potenziamento del proprio parco rotabile, all'epoca costituito esclusivamente di elettrotreni delle serie ET 100 ed ET 300. Gli elettrotreni, classificati nella serie ET 400 con numeri da 401 a 406, furono consegnati nel 1991.
Successivamente la SEPSA ordinò altre 7 unità, numerate da 407 a 413.
Nel 1997 la FABN fece costruire un'unità simile (tipo E 82B), in previsione dell'elettrificazione della ferrovia Alifana. L'elettrotreno, consegnato nell'agosto 1998, venne inizialmente provato sulla linea Benevento-Cancello, e quindi accantonato per l'interruzione del progetto di elettrificazione. Nel 2006 venne trasferito anch'esso alla SEPSA, dove ottenne la numerazione ET.414.
Nel 2013 fu avviato un programma di ristrutturazione di questi treni; gli esemplari ammodernati, alla cui numerazione venne aggiunta la lettera "b", sono altresì dotati di aria condizionata. Nel dicembre del 2013 venne consegnato il primo convoglio revampizzato.

## Caratteristiche

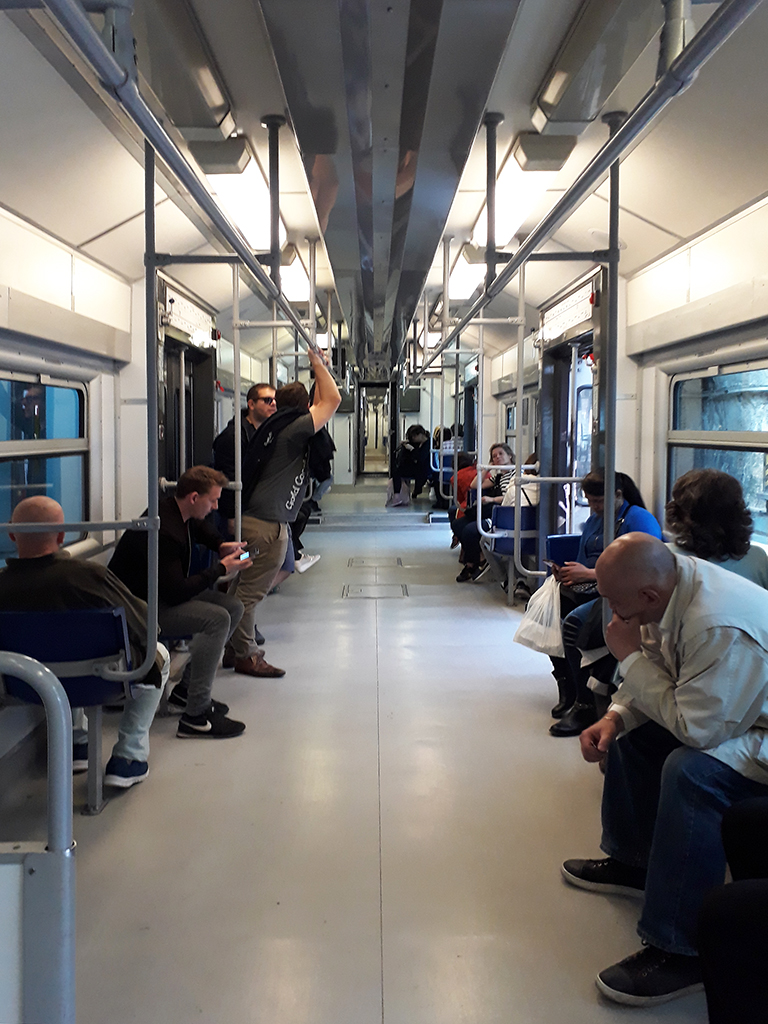
L'interno

Si tratta di elettrotreni a due casse, costruiti in lega leggera e con pianale parzialmente ribassato a 905 mm sul piano del ferro. Hanno avviamento elettronico e aggancio automatico. Il 20 dicembre 2013 venne presentato il primo convoglio ristrutturato, dotato di climatizzatore, nuovi finestrini a blocco, sistema di videosorveglianza e sistema di informazione con monitor informativi ed interfono. Per l'occasione, l'Ente Autonomo Volturno adottò una nuova livrea grigio/blu elettrico.